# Театър на корифеите
Театърът на корифеите (на украински: Театр корифеїв) е първият професионален украински театър. Открит е в гр. Елисаветград (днес Кропивницки), Украйна в тогавашната Руска империя през 1882 г.
През същата година украинският театър официално се отделя от полския и руския. Основател на театъра е Марко Кропивницки, майстор на всички театрални професии. Заедно с Кропивницки, най-активен е Микола Садовски – виден борец за украинския език и украинския театър по време на тяхната забрана.
Имената на Мария Занковецка и Панас Саксагански също се свързват с Театъра на корифеите.
Театърът става известен със синкретичния си стил, съчетаващ драматично и комедийно действие с музикални и вокални сцени. Някои от постановките включват хорови и танцови състави.

## Етимология
През 1901 г. в Киев излиза книгата „Корифеи на украинската сцена“, която поради съществуващата по това време цензура, е написана анонимно от водещи украински интелектуалци. В книгата за светила на украинския театър са обявени Марко Кропивницки, Михайло Старицки, Иван Тобилевич и други. Така този термин се превръща в нарицателен за театъра.

## История
През 1881 г., след дългогодишна борба, украинците получават разрешение да поставят пиеси на украински език. Въпреки поставените ограничения и допълнителни условия (например – всяко украинско представление трябва да бъде предшествано от руско такова), този ход на Министерството на вътрешните работи легализира украинския театър.
През 1885 г. единствената украинска театрална трупа по това време се разделя на две: Марко Кропивницки и групата актьори около него се отделят от групата около Михайло Старицки.
През 1887 г. украинските театрални актьори поставят представления в Казан. Спектаклите са посещавани от много поляци, които според журналиста на списание „Kurjer Lwowski“ „разбират езика на Шевченко по-добре от местните руснаци“.

### Театър на Микола Садовски
През 1907 г. Микола Садовски успява да отвори първия стационарен украински театър в Киев.
Репертоарът на театъра включва пиеси като „Запорожец отвъд Дунава“, „Продадена невеста“, „Халка“, „Катерина“, „Енеида“ от Котляревски. Постановката на „Ревизор“ (Гогол) на украински се превръща в смела победа.
Микола Садовски прави стационарния си театър популярен не само с репертоара, но и с достъпността за посетителите. Цените на билетите са значително по-ниски от тези на други театри в Киев.
Театър Садовски съществува седем години, до началото на Първата световна война (1914 г.), когато властите затварят театъра, както и всички украински вестници, списания и книжарници.

### Основни теми и мотиви
Театралния критик Ростислав Пилипчук в „История на украинския театър (от началото до края на XIX век)“ отбелязва, че неразделна част от сюжетите на Театъра на корифеите играят различни фолклорни мотиви, обреди и игри, които украинският народ съчетава с песни и танци. По време на представленията може да се видят сватовни, сватбени, коледарски, новогодишни и други календарно-обредни песни. Повечето произведения, изпълнявани на сцената, са авторски. Пиесите разказват за бита и проблемите на обикновените украинци. Благодарение на тясната връзка между артистите и публиката, театърът придобива широка популярност сред тогавашното население.

## Светила на украинския театър
- Иван Карпенко-Карий
- Михайло Старицки
- Марко Кропивницки
- Микола Садовски
- Панас Саксагански
- Мария Занковецка